# Piadeira-americana
A Mareca americana, comummente conhecida como piadeira-americana, é uma ave palmípede, pertencente à família dos Anatídeos.

## Etimologia
Do que toca ao nome científico:
- O nome genérico, Mareca, foi cunhado pelo biólogo inglês James Francis Stephens em 1824,[3][4] por alusão à palavra portuguesa «Marreco»,[5] comummente utilizada para designar espécies de patos de porte pequeno.[6]
- O epíteto específico, americana[7], trata-se de uma inflexão do étimo neolatino americānus[8] e significa «proveniente da América».

## Descrição
A piadeira-americana afigura-se como uma ave palmípede que pode medir até cerca de 55 centímetros de comprimento, caracteriza-se pela sua plumagem rosada no dorso e no peito,  bem como pela plumagem acinzentada do pescoço.
Trata-se de uma espécie com dimorfismo sexual, de maneira que o macho e a fêmea têm aspecto diferente.
Assim, no caso dos machos, a plumagem das faces assume tons esverdeados e a da testa e da coroa é esbranquiçada.
Por seu turno, no caso das fêmeas, a plumagem da cabeça é acastanhada, com matizes mais claros à medida que se vai aproximando do ventre. Com efeito, a fêmea da piadeira-americana assemelha-se à fêmea da sua congénere europeia, a piadeira-comum.

## Distribuição
Este pato distribui-se pela América do Norte, sendo de ocorrência acidental na Europa.

### Portugal
Esta espécie já foi observada em Portugal, nas Dunas de São Jacinto; na Lagoa dos Patos, no Baixo Alentejo; no estuário do Douro; na Lagoa de Óbidos e na Quinta do Ludo, na Ria Formosa.

## Taxonomia
Esta espécie é monotípica (não são reconhecidas subespécies).

### Sinonímia
- Anas americana

A alteração de género de Anas para Mareca decorreu por virtude das recomendações emitidas pelo IOC, que determinou, com base em estudos publicados em 2009, que o género Anas não era monofilético, pelo que foi dividido em 4 géneros monofiléticos, dentre os quais se conta o género Mareca, onde se inseriram 5 espécies extantes, incluindo a Mareca falcata.